# Neverwas
Neverwas ist ein US-amerikanisches Filmdrama von Joshua Michael Stern aus dem Jahr 2005.

## Handlung
Zach Riley ist ein Psychiater, er ist an einer Universität tätig. Ihn fasziniert der Roman Neverwas seines Vaters, eines Kinderbuchautors, der durch Suizid starb.
Riley verlässt die Universität und nimmt eine Stelle in einer Klinik an, in der sein Vater zeitweise lebte. Dort behandelt Riley unter anderen Gabriel Finch, der unter der Schizophrenie leidet. Finch lebt zum Teil in der Welt, die von Rileys Vater erfunden wurde. Er verhält sich als ob er Riley bereits kennen würde.

## Kritiken
Dennis Harvey bezeichnete den Film in der Zeitschrift Variety als „stark gekünstelt“ („heavily contrived“). Er weise nur wenige frische Ideen und unerzwungene Emotionen auf; das Ende sei „peinlich“. Die Filmmusik sei „mittelmäßig“.
David Nusair schrieb auf Reel Film Reviews, es sei angesichts der Beteiligung von Aaron Eckhart, William Hurt, Ian McKellen und Nick Nolte „schockierend“, wie „blödsinnig“ der Film sei. Der Film könne kein zahlreiches Publikum außerhalb der Filmfestivals finden. Die Darstellung von Aaron Eckhart sei „wie erwartet handfest“; Ian McKellen übertreibe häufig – was jedoch die von ihm gespielte Rolle erforderlich mache.

## Hintergrund
Der Film wurde in Vancouver gedreht. Er hatte seine Weltpremiere am 9. September 2005 auf dem Toronto International Film Festival.